# سارانيا بونفانان
سارانيا بونفانان هي ممثلة هندية، ولدت في 26 أبريل 1970 في الهند. من الجوائز التي نالتها جائزة فيلم فير جنوب وNational Film Award for Best Actress in a Leading Role ‏.

## جوائز
- جائزة فيلم فير جنوب
- National Film Award for Best Actress in a Leading Role [الإنجليزية]‏

## وصلات خارجية
- سارانيا بونفانان على موقع IMDb (الإنجليزية)
- سارانيا بونفانان على موقع ألو سيني (الفرنسية)
- سارانيا بونفانان على موقع ميوزك برينز (الإنجليزية)
- سارانيا بونفانان على موقع قاعدة بيانات الفيلم (الإنجليزية)
- سارانيا بونفانان على موقع كينوبويسك (الروسية)